# 東加古川站
東加古川站（日语：／ Higashi-Kakogawa eki */?）是位於日本兵庫縣加古川市平岡町新在家，西日本旅客鐵道（JR西日本）山陽本線（JR神戶線）的車站。車站編號為JR-A78。

## 歴史
- 1961年（昭和36年）10月1日 - 日本國有鐵道山陽本線土山站至加古川站之間新設此站。為旅客車站。
- 1987年（昭和62年）4月1日 - 伴隨國鐵分割民營化，車站由西日本旅客鐵道（JR西日本）營運。
- 1988年（昭和63年）3月13日 - 制定路線別名「JR神戶線」。
- 1995年（平成7年）
  - 1月17日 - 發生阪神大地震，此站暫停營業。
  - 1月18日 - 西明石站至姬路站之間重開，此站重新營業。
- 1997年（平成9年）2月16日 - 引入JR神戶線標準進站音樂「細波」。
- 2003年（平成15年）11月1日 - 此站可以使用IC卡ICOCA[1]。
- 2006年（平成18年）
  - 10月1日 - 引入JR京都・神戶線運行管理系統（日语：アーバンネットワーク運行管理システム#JR京都・神戸線システム）。
  - 11月26日 - 跨站式站房開始使用。
- 2007年（平成19年）3月18日 - 更新車站自動廣播（日语：駅自動放送）。
- 2015年（平成27年）3月12日 - 進站警告聲停止使用，進站音樂改為JR神戶線標準「細波」音質變更版[2]。
- 2018年（平成30年）3月17日 - 引入車站編號並開始使用[3]。

## 車站構造
車站是一座設有跨站式站房的地面車站，設有1面1線的單式月台和1面2線的島式月台，合共2面3線的混合式月台。跨站式站房於2006年11月26日落成使用。
此站位於都市網絡範圍內。此站可使用ICOCA與互相使用的IC卡。此站為直營車站，由加古川站管理，此站設有綠色窗口。
停站列車主要使用1號（下行本線）和3號（上行本線）月台。2號月台是上下行線共用的待避線（中線）。

### 月台
| 月台 | 路線     | 方向 | 目的地           |
| ---- | -------- | ---- | ---------------- |
| 1    | JR神戶線 | 下行 | 加古川、姬路方向 |
| 2、3 | JR神戶線 | 上行 | 三之宮、大阪方向 |

- 以上的路線名是使用旅客資訊上的名稱（別名、愛稱）。

於2號月台停站的大阪方向列車會等待新快速通過。在平日早上時段，及每日上午9時時段會有1班列車使用該月台。在2005年2月28日前，除了早晚部分上行列車外，此2號月台停站的列車會等待新快速和特急通過。姬路方向列車也可使用該月台，但只限於在時間表混亂、不載客列車或貨運列車使用。在2號月台停站中的列車，車門會變為手動式控制，需按下車身或車內按鈕以開關車門。
車站東邊設有平交道，在上行列車進入2號月台等待列車通過的情況下，即使2號月台停車時，平交道不會開放汽車行走，直至列車通過後，2號月台列車再通過後才開放，因此部分時間的平交道關閉時間為長。
2、3號月台是由於島式月台，在2、3號月台會標示為往三之宮、大阪方向的月台。

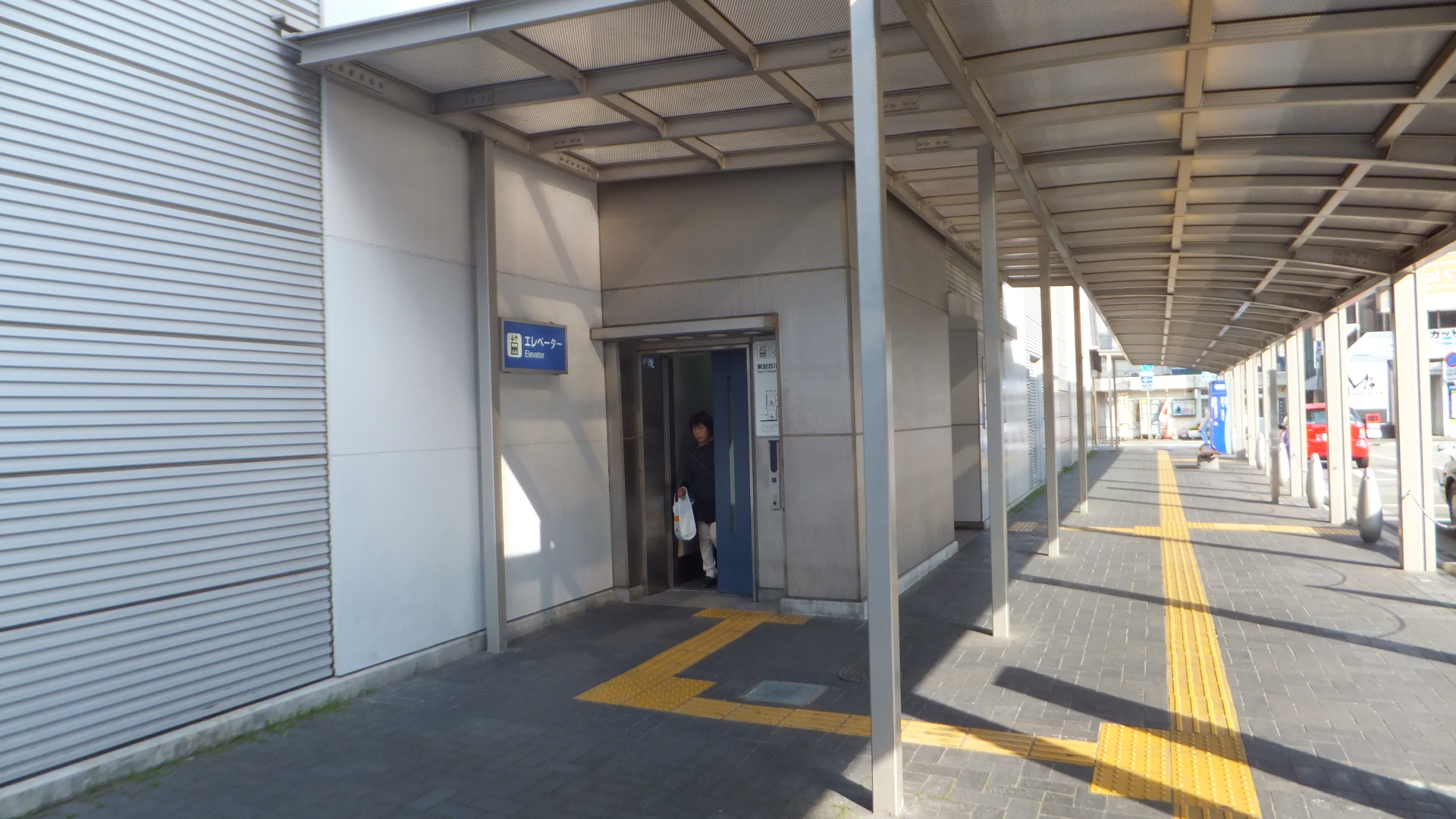
升降機
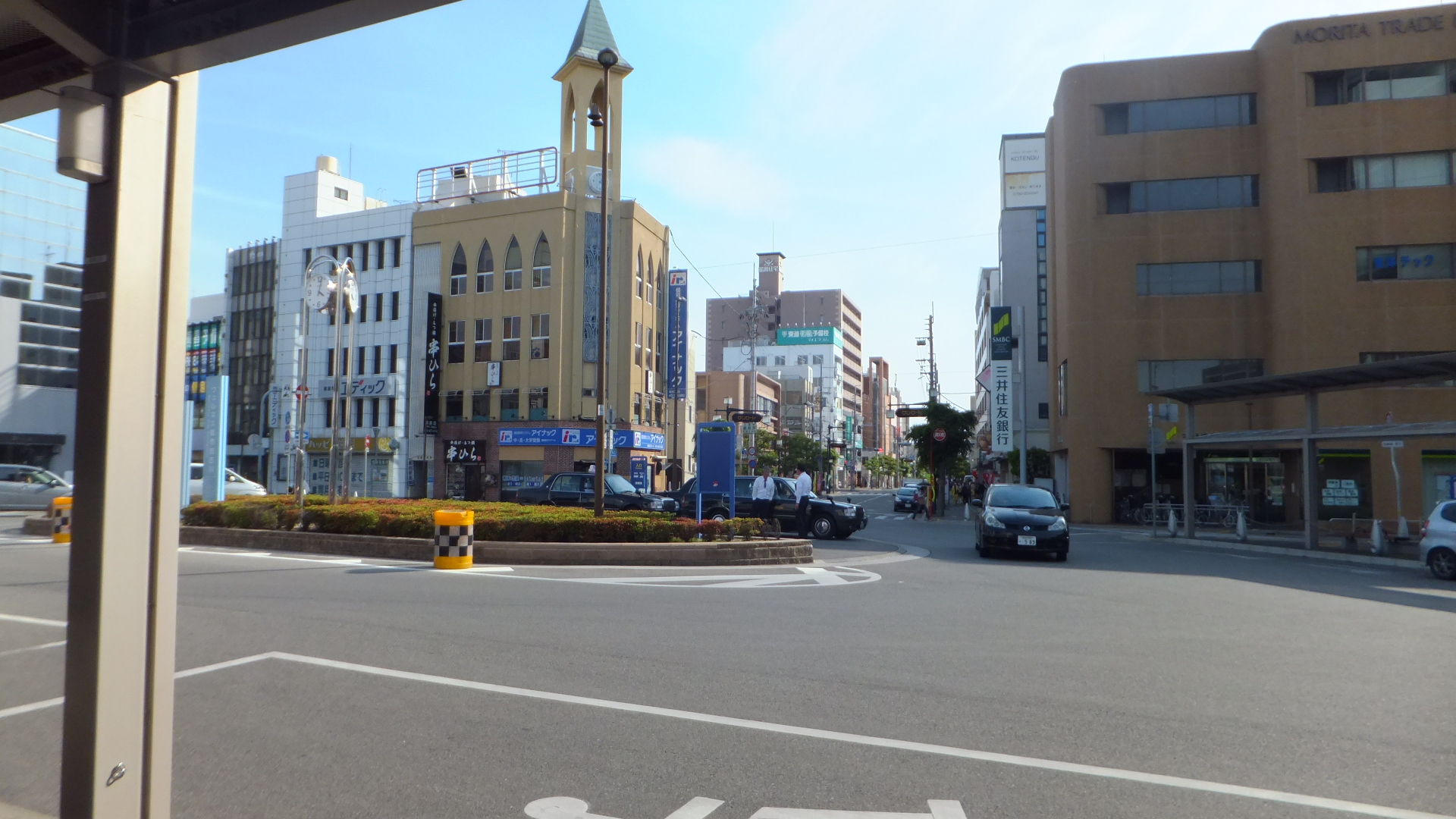
迴旋路

### 跨站式站房工程

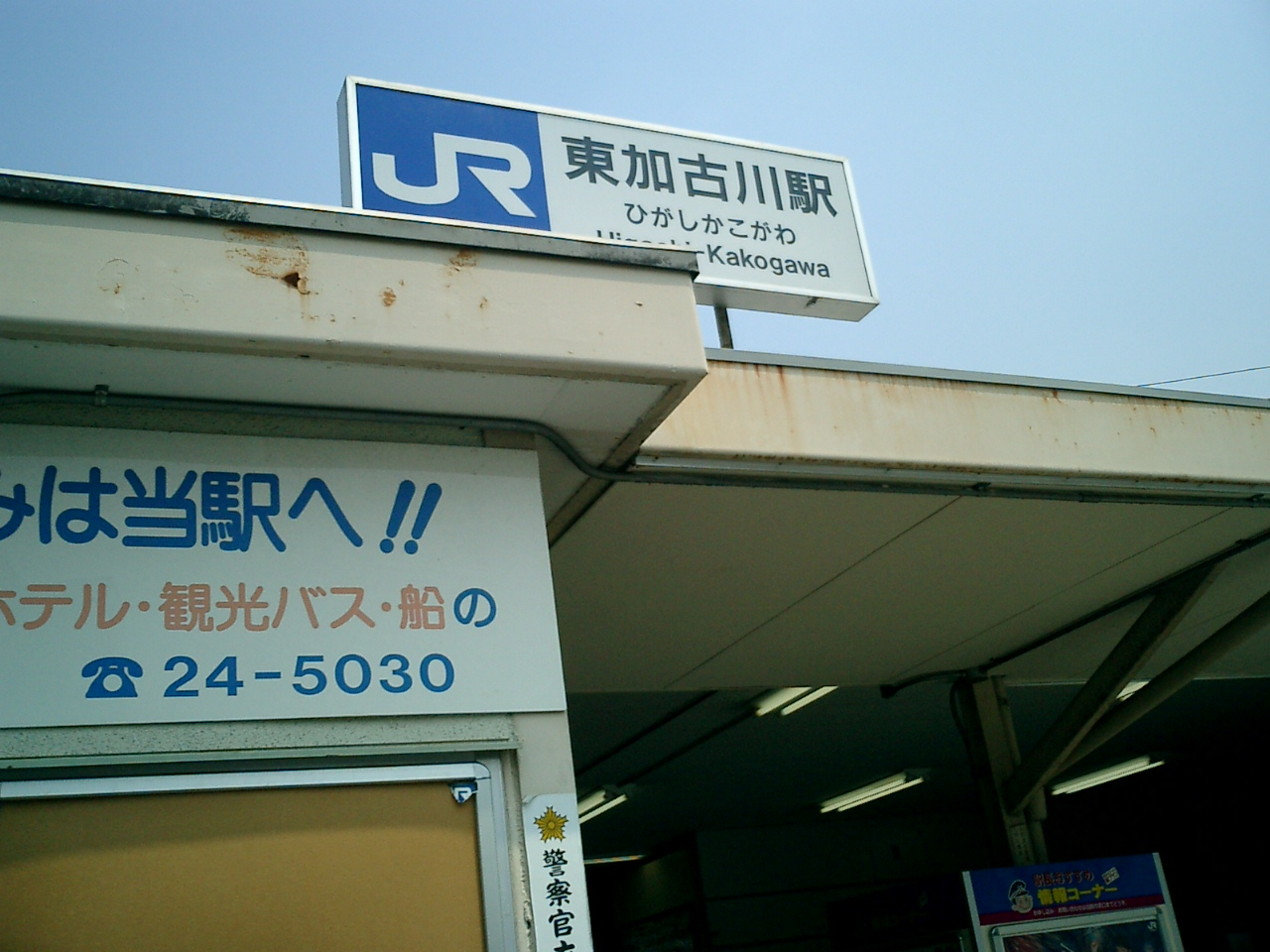
2005年

在1979年7月日本國有鐵道（國鐵）時代，當時此站是由大阪鐵道管理局已經有意興建跨站式站房。
在1985年此站成立委員會負責跨站式站房事務，隨後JR西日本發起簽名運動興建跨站式站房。最後在2004年10月，JR西日本與加古川市達成工程協議。開始進行跨站式站房工程，在2006年11月26日正式落成啟用。

### 貨運站計劃
在國鐵時代，此站東邊曾計劃興建貨運車站，並已經完成收購土地。但是後來由於發生阪神大地震，該用地改為臨時住宅用途，隨後該用地更永久成為住宅區，地名為「平岡町杜鵑野」。

## 時間表
在日間時段中，每小時設有4班列車。在早上時段會較多班次。前往三之宮、大阪方向大部分班次會在西明石站變為快速列車。另外，也設有前往三之宮、大阪方向的普通列車（各站停車）班次。

## 使用狀況
根據《兵庫縣統計書》，在2018年（平成30年）度1日平均乘車人次為13,968人。
以下為車站近年1日平均上車人次：
| 年度   | 1日平均 上車人次 |
| ------ | ---------------- |
| 1998年 | 14,844           |
| 1999年 | 14,338           |
| 2000年 | 13,992           |
| 2001年 | 13,692           |
| 2002年 | 13,543           |
| 2003年 | 13,417           |
| 2004年 | 13,272           |
| 2005年 | 13,074           |
| 2006年 | 13,025           |
| 2007年 | 13,153           |
| 2008年 | 13,240           |
| 2009年 | 12,860           |
| 2010年 | 12,893           |
| 2011年 | 13,389           |
| 2012年 | 13,726           |
| 2013年 | 13,898           |
| 2014年 | 13,787           |
| 2015年 | 14,339           |
| 2016年 | 14,224           |
| 2017年 | 14,144           |
| 2018年 | 13,964           |

## 車站周邊
設施
- 加古川繞道（日语：加古川バイパス）
- 國道2號
- 加古川綜合文化中心
- 大和會館東加古川會場

商業機構
- 三井住友銀行東加古川分店
- 港銀行（日语：みなと銀行）東加古川分店
- AEON加古川店
  - AEON戲院加古川（日语：イオンエンターテイメント）
- 宜得利加古川店
- K's電機（日语：ケーズホールディングス）加古川本店
- 科樂美（KONAMI）體育（日语：コナミスポーツクラブ）東加古川

教育機構
- 加古川市立平岡中學（日语：加古川市立平岡中学校）
- 加古川市立平岡南中學（日语：加古川市立平岡南中学校）
- 兵庫縣立東播磨高等學校（日语：兵庫県立東播磨高等学校）
- 兵庫縣立農業高等學校（日语：兵庫県立農業高等学校）
- 兵庫大學（日语：兵庫大学）

公共機構
- 加古川警署（日语：加古川警察署）
- 加古川東郵局（日语：加古川東郵便局）＊收運處
- 橫藏寺（日语：横蔵寺 (加古川市)） - 播磨西國三十三箇所（日语：播磨西国三十三箇所）第29號札所
- 東加古川醫院

## 巴士路線
- 均為神姬巴士（日语：神姫バス）路線。加古巴士（日语：かこバス）是加古川市社區巴士。

東加古川站（駅前）
經野口，前往加古川站
經二俁口、南芳苑，前往播磨町站
經中野、南芳苑，前往加古川站（加古巴士）
東加古川（沿國道北邊）
經城之宮、蓮池小學前，前往土山站南出口
經中野、南芳苑，前往加古川站（加古巴士）
東加古川（沿國道南邊）
經野口，前往加古川站

### 其他
深宵特急巴士路線「白露月光號」（毎週三、五運行）（已於2019年1月25日暫停服務） 
- 上行：JR姬路站OS前→三宮東急Inn前（日语：三宮駅バスのりば）→JR大阪站前（日语：大阪駅周辺バスのりば）
- 下行：JR大阪站前→三宮東急Inn前→明石國道2號線沿線、舊Daiei前→西明石站前→東加古川站前→加古川站前→JR姬路站OS前

## 相鄰車站
西日本旅客鐵道
 JR神戶線（山陽本線）
■新快速
通過
■普通（包括在高槻站至西明石站之間為快速列車的班次）
土山（JR-A77）－東加古川（JR-A78）－加古川（JR-A79）

## 外部連結
- 東加古川｜車站資訊：JR出門網 - 西日本旅客鐵道
- 東加古川站周邊開發事業 （页面存档备份，存于） - 加古川市